# Cosmorhoe janssoni
Cosmorhoe janssoni är en fjärilsart som beskrevs av Alexander von Nordmann 1927. Cosmorhoe janssoni ingår i släktet Cosmorhoe och familjen mätare. Inga underarter finns listade i Catalogue of Life.